# Brommagymnasterna Dynamites
Brommagymnasterna Dynamites är en svensk cheerleadingförening baserad i Bromma. Brommagymnasterna Dynamites är sedan 2008 en sektion inom Brommagymnasterna från att tidigare tillhört Sofiaflickorna. Dynamites är en av Sveriges äldsta cheerleadingföreningar och har funnits sedan 1991.
Brommagymnasterna Dynamites består av elva lag som är representerade på alla nivåer och klasser inom sporten i Sverige. Cheerleadingen delas upp i miniminiorer, miniorer, juniorer och seniorer samt i klasser: nybörjare och fortsättning. Juniorer och seniorer har även klassen avancerad, som är elitklassen och som kan representera Sverige på EM/JEM och VM. Våra lag är Darlings, Dreams, Daisies,  Demons, Devils, Diamonds, Dolls, Dolphins, Divine, Coed och Dragons.
Dynamites har i sin meritlista medaljer från DM, SM/USM, RM/URM, EM, VM och IASF-Worlds. Under Cheerleading-DM 6 februari 2011 i Fyrishovshallen, Uppsala tog Dynamitessektionens lag hem inte mindre än 7 guldmedaljer, 1 silvermedalj och 2 bronsmedaljer.